# A szerik története
A szeri (spanyolos írásmóddal seri, saját nyelvükön konkaak vagy comcáac) indián népcsoport már legalább 2000 éve Mexikó északnyugati részén, Sonora állam tengerparti vidékén él.

## A spanyol hódításig
A szerik eredetéről keveset lehet tudni. Nyelvrokonságuk alapján a történészek azt feltételezik, hogy a Kaliforniai-félsziget északi részén élő hokano törzsekből származnak, de ezt a területet több mint 2000 évvel ezelőtt kezdetleges nádtutajaikon elhagyták, és a Kaliforniai-öböl vizén a mai Sonora állam partvidékére, valamint az azt kísérő szigetekre telepedtek át.
A spanyol hódítók 16. századi érkezésekor a szerik hatalmas területet népesítettek be, amely északon az Altar-sivatagban található Concepción folyóig, délen a San Carlos-öbölnél található Tatakawi-csúcsig nyúlt, keleti határa mélyen bent a szárazföld belsejében, a San Miguel folyónál lehetett, míg nyugaton, ahol a Kaliforniai-öböl alkotta a határt, számos kis sziget mellett a mai Mexikó legnagyobb szigete, a Tiburón-sziget is az övék volt.
Ebben az időszakban valószínűleg hat törzsre tagozódva éltek, de ellentétben sok más nomád néppel, ezek a csoportok nyitott összetételűek voltak. Állandó vándorlásban éltek, ideiglenes lakhelyüket mindig az elérhető vadász- és halászzsákmány, az összegyűjthető egyéb élelmiszerek és főként az ivóvíz előfordulása határozta meg: ez utóbbinak csak néhány forrása volt, ezért az esővizet is gyűjtötték edényeikben. A hat törzs a következő volt:
| Nevük              | Jelentése                              | Hol éltek                                                       |
| ------------------ | -------------------------------------- | --------------------------------------------------------------- |
| Xica hai ic coii   | Akik ott élnek, ahol a valódi szél fúj | A mai Puerto Lobos és Cabo Pepopa között                        |
| Tahéjöc concáac    | Cápa-emberek                           | A Tiburón-sziget keleti partján és azzal szemközt a kontinensen |
| Heno concáac       | Sivatagi emberek                       | A Tiburón-sziget belsejében                                     |
| Xnaa motat         | Akik délről jöttek                     | A mai Punta Sargento körüli kiterjedt mangrovés vidékeken       |
| Xica hast ano coii | Akik a hegyekben élnek                 | A Tiburón-sziget délnyugati részén és a San Esteban-szigeten    |
| Xica xnai ic coii  | Akik ott élnek, ahol a déli szél fúj   | A mai Guaymas és San Nicolás közötti partvidéken                |

Ezek a törzsek kisebb klánokra (ihiziitim) voltak osztva, de sem a klánoknak, sem a törzseknek nem volt vezetője, csak háborúk vagy ínségek idején nevezték ki a csoport legrátermettebb emberét egyfajta törzsfőnökké. A klánok anyajogú módon szerveződtek, mivel a nők kitüntetett szerepet játszottak az élelmiszer-gyűjtögetésben, ezért gazdasági jelentőségük is nagy volt.

## A spanyol gyarmai időszak
A spanyolok közül Andrés Pérez de Ribas atya volt az első, aki leírást adott a szerikről, ő Historia de los Triunfos de Nuestra Santa Fe („Szent hitünk győzelmeinek története”) című művében heri néven említette őket. Mivel földjük a gyarmatosítók számára értéktelen volt, és magukat a szeriket sem találták alkalmasnak rabszolgamunkára, ezért sokáig viszonylagos békét hagytak nekik. Az első spanyolok, akikkel huzamosabb ideig kapcsolatba kerültek, a jezsuita hittérítők voltak, akik három missziót alapítottak a szerik területének határain, a San Miguel folyónál: 1679-ben a Nuestra Señora del Pópulo-missziót, 1699-ben a Santa Magdalena Tepocát, 1742-ben pedig Piticben (a mai Hermosillóban) a Villa de Seris nevűt. A jezsuitáknak két célja volt, egyrészt a katolikus hittérítés, másrészt hogy megtanítsák a szeriket a mezőgazdaságra. Hiába próbálkoztak azonban, mindkét kísérletük kudarcba fulladt: a nem rétegzett társadalomban élő szerik nem tudták elfogadni a katolikus hierarchiát, de a tőlük teljesen idegen tanítást sem, mivel ők a sivatagban élő lelkekben és természetfeletti hatalmakban hittek, ezeket a természetfeletti, spirituális erőket pedig betegségek gyógyítására, valamint a tenger és a sivatag veszélyeinek elhárítására „használták”. Sivatagos földjük emellett alkalmatlan volt a növénytermesztésre és a legeltetésre, ezért történetük során soha sem végeztek mezőgazdasági munkákat. 1692-ben Adán Gilg atya ezt írta róluk: „Nincs istenük, törvényük, hitük, feletteseik, nincsenek házaik, csorda módjára élnek.” A missziók nem sokkal alapításuk után meg is szűntek, de ebben nem csak a sikertelenség játszott közre, hanem egyrészt járványok, másrészt a pima indiánok támadásai is.
A 18. század közepére ellenséges viszony alakult ki a szerik és az ő területüket ugyan el nem foglaló, de a közelben letelepedő gyarmatosítók között. A század közepére az apacsok mellett a szerik fenyegették legjobban a spanyolok biztonságát: eleinte csak kisebb, gyors támadásokat intéztek a közeli tanyák, ranchók és missziók ellen, amelyek után a sivatag mélyére menekültek vissza (ahol a vízhiány rendkívül megnehezítette az üldözésüket), de később folyamatos fegyveres ellenállás, szinte nyílt háború alakult ki. A szerik és a pimák egy része a Cerro Prieto hegy körüli sziklás vidékre húzódott be, és onnan tartották sakkban a vidék településeinek nagy részét. Azonban hiába volt Elizondo ezredes 1760-ban és 1770-ben vezetett két hadjárata Sonora gyarmati történetének két legnagyobb haderejét mozgósító hadművelete, a szeriket ezek alkalmával sem sikerült leigázni.

## Út az egyesüléshez a független Mexikóban
Mexikó függetlenségének 19. század eleji kivívása után a helyzet tovább súlyosbodott, ugyanis az új technológiáknak (mély kutak fúrása) köszönhetően már a sivatagos területek is hasznosíthatóakká váltak a mexikói rancherók számára, akik ezért már a szerik földjéért is harcolni kezdtek. A szerik a sajátjuknak tekintett területükre betelepülő ranchókat is azonnal megtámadták, az ott tartott állatokat elrabolták vagy megölték, válaszcsapásként a rancherók pedig válogatás nélkül gyilkolták a szeriket. Az Encinas testvérek tulajdonában álló Costa Rica nevű rancho volt az egyike azoknak a helyeknek, ahol a legvéresebb harcok dúltak: az 1850-es években egy 12 évig tartó folyamatos háború kezdődött, amelyet guerras de Encinasnak, azaz „Encinas-háborúknak” neveztek el. A birtokosok lovakon nyargaló, ismétlőpuskákkal felszerelt emberei kortól és nemtől függetlenül legyilkoltak minden szerit, aki az útjukba akadt. Ez alatt a 12 év alatt a teljes szeri népesség mintegy fele elpusztult.
A háborúk és a járványok következtében a 19. század végére annyira lecsökkent a szerik száma, hogy az addigi, különálló törzsekből álló társadalmi rendszer fenntarthatatlanná vált. A megmaradt szerik a Tiburón-szigetre húzódtak vissza, és feladva addigi identitásukat, egyetlen néppé olvadtak össze: ők innentől kezdve használják magukra az „emberek” jelentésű konkaak szót. Ennek az összeolvadásnak a részleteiről nem maradtak fenn írásos dokumentumok, de annyi bizonyos, hogy a folyamat a mai napig sem zárult le teljesen, ma is vannak olyan konfliktusok a szeri népességen belül, amelyek még az egykori különböző törzsekhez való tartozásra vezethetők vissza.

## Az egyesült szeri nép

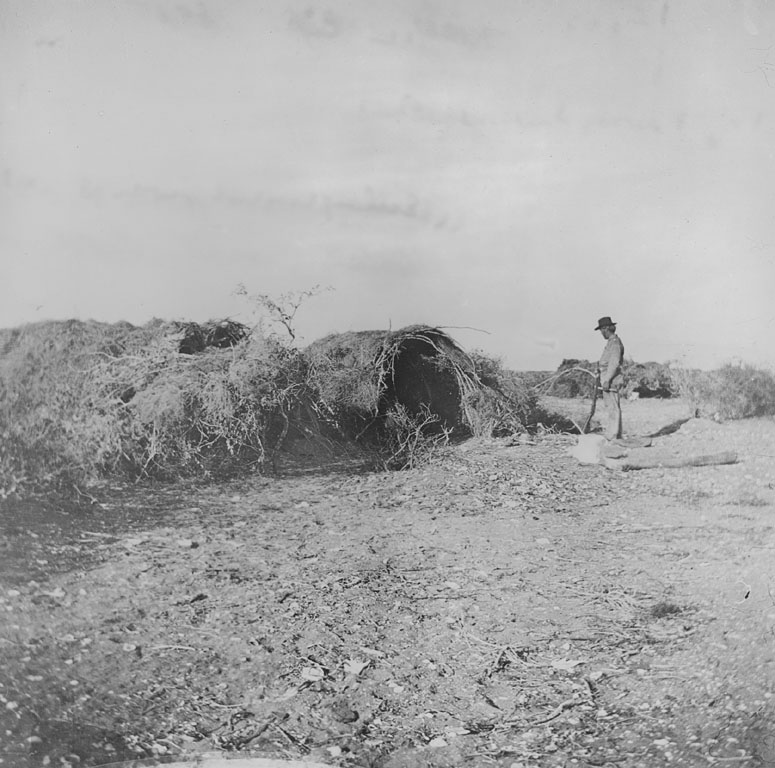
Elhagyott szeri falu maradványai a Tiburón-szigeten

A Tiburón-szigetre visszahúzódott szerik ellen az utolsó nagy hadjárat 1904. december 24-én kezdődött, miután néhány, a környező haciendákon dolgoztatott és a körülményekkel elégedetlen jaki indián újabb támadást indított a földbirtokosok ellen, majd a szigetre menekült. Rafael Izábal, Sonora kormányzója 160 katonával, 40 rancheróval és 42, vele szövetséges papagó indiánnal együtt lépett a szigetre, erőiket a partról két hajó támogatta. A támadás hét napig tartott, a több kisebb csata során hivatalos adatok szerint 11 szeri vesztette életét, míg több nő és gyermek fogságba került közülük. Izábal azzal fenyegette meg a szeriket, hogy kivégzi a foglyokat, ha nem adják át nekik a szökevény jakikat, ám az átadás helyett maguk a szerik ölték meg őket. Ez a hadjárat azért bírt különös jelentőséggel a szerik történelmében, mert most először történt meg, hogy a Tiburón-szigetet idegen haderő szállta meg: a sziget „utolsó védőbástyaként” való használhatóságának mítosza így összeomlott. A szerik belátták, hogy ha fennmarad az ellenséges viszony Mexikó többi lakójával, annak csak az ő végleges pusztulásuk lehet a vége, ezért a szerik által elkövetett támadások és rablások száma 1905-től kezdve jelentősen lecsökkent. A nyugodtabb helyzetet kihasználva viszont a rancherók terjeszkedni kezdtek: a szerik területének határa gyorsan tolódott nyugat felé, azaz a szárazföld belseje felől a part irányába. Az 1920-as években a nem indián lakosság elérte a tengerpartot is: ekkor alapították meg például a Laguna de la Cruz mellett azt a települést, amelyből később Bahía Kino város fejlődött ki. Itt 1926-ban egy Yates Holmes nevű amerikai vállalkozó létrehozott egy sportklubot is, amely hivatalosan a szabadidő hasznos eltöltésére jött létre, valójában azonban az amerikai szesztilalom kijátszására is használták.

### A halászat fejlődése
1927–1928-ra a szerik kétharmada téli szállását Bahía Kino közelében építette fel, felismerve, hogy a sportklub amerikai látogatói előszeretettel ajándékoznak nekik ruhát, élelmiszert és pénzt, mindössze azért cserébe, hogy fényképeken pózolnak. Nem minden esetben volt azonban felhőtlen az amerikaiak és a szerik viszonya: ezekben az években történt, hogy az indiánok a Tiburón-szigeten megöltek néhány amerikai turistát, ennek következtében pedig számos amerikai és mexikói újság is olyan hazugságokkal teli cikkeket kezdett el közölni, amelyek a szeriket „kőkorszaki vad indiánoknak” állítják be, akik dögöket esznek, köreikben pedig elterjedt a kannibalizmus, a többnejűség és a vérfertőzés. Ezen tévhitek egy része a sonorai lakosság bizonyos köreiben még ma is él.
Bár már a század legelején is voltak olyan szerik, akik halászzsákmányuk egy részét a ranchókon más árukra cserélték, a kereskedelmi célú halászat csak az 1920-as évek elejétől kezdett gyors ütemben fejlődni, miután Roberto Thompson Encinas felismerte az ebben rejlő lehetőségeket, és barátságot kötve a szerikkel, az általuk kifogott halat Hermosillóban ruhára és más élelmiszerekre kezdte cserélni. Ekkortájt a totoaba (Totoaba macdonaldi) volt a fő halfaj, amellyel kereskedtek.
1935-ben a Cárdenas-kormány a teljes halgazdasági ágazat szövetkezetekbe tömörülését rendelte el. A szerik Bahía Kinó-i székhelyű szövetkezetét, hivatalos nevén a Sociedad Cooperativa de Pescadores de la Tribu Serit egy Jesús Solórzano nevű colimai származású indián alapította meg 1938. november 29-én. Ekkorra azonban a városban a beköltöző nem indián lakosság száma már mintegy nyolcszorosan meghaladta a szerikét, akiknek a társadalma ráadásul egyre jobban zülleni kezdett, terjedni kezdett köreikben az alkoholizmus, a kábítószer-fogyasztás, sőt, a prostitúció miatt a nemi betegségek is, ezért Solórzano 1940-ben úgy döntött, a szeri közösséget áttelepíti egy innen 90 km távolságra fekvő új helyre, a szerik által Haxol Ihoomnak („kagylók helye”) nevezett egykori telepre a San Ignacio folyó torkolatánál. Itt alakult ki a mai El Desemboque (hivatalos nevén Desemboque de los Seris) falu, ahol viszonylagos jólét köszöntött a lakókra: a halért kapott pénzből jó minőségű árukat vásárolhattak Solórzano üzletében, a marihuánát és a mezcalt pedig betiltották. Szövetkezeti iroda, hűtőszoba, sőt, még iskola is létesült a faluban, azonban 1948-ra (többek között Solórzano vetélytársainak mesterkedései miatt) akkora feszültségek alakultak ki, hogy Solórzano kénytelen volt megszüntetni a szövetkezetet és örökre elhagyni a térséget.
A második világháború alatt kiemelkedő jövedelmezést hozva rövid virágzást élt meg a cápavadászat, mivel az amerikai laboratóriumok nagy mennyiségben keresték a cápamájolajat, azonban amikor feltalálták a benne levő vitaminok előállításának mesterséges módját, a kereslet – nem kis válságot okozva – megszűnt. Az 1950-es években a környező települések nem indián származású kereskedői, visszaélve erőfölényükkel, egyre kedvezőtlenebb cserékre kényszerítették a szeri halászokat, ezáltal az ellenségeskedések kiújultak, az életszínvonal visszaesett, újra megjelent az alkohol és a drog.

### A protestantizmus elterjedése
A gazdasági visszaeséssel egyidőben a szeri kultúra is nagy változáson ment keresztül. Az 1950-es években szinte egyszerre három protestáns hittérítőcsoport is érkezett hozzájuk: egy mexikói pünkösdista egyház, az Iglesia Apostólica de la Fe en Cristo Jesús képviselői, 1951-ben egy, a Wycliffe Bibliafordítókhoz tartozó házaspár, Edward és Bett Moser, 1952-ben pedig az American Friends Service Commitee. Utóbbiak, jobb anyagi helyzetüknek köszönhetően Leo Sandoval vezetésével még iskolát is képesek voltak nyitni Desemboquében, míg a Moser-házaspár gyógyszerek, ruhák és élelmiszerek adományozásával, valamint a szeri nyelv megtanulásával közeledett hozzájuk. Nyelvtudásukat arra is felhasználták, hogy elkezdjék elkészíteni az Újszövetség szerire fordítását.
Mindezeknek köszönhetően a szerik hamar elfogadták az új vallást: 1958-ra már mintegy kétharmaduk áttért rá (őket nevezték hiix costimnak, amelynek jelentése „akik énekelnek”), főként a fiatalok, akik szinte minden este részt vettek a pünkösdiek istentiszteletén. Akik viszont nem akarták elfogadni az új szokásokat, úgy döntöttek, elköltöznek: így jött létre a másik ma is lakott szeri falu, a Desemboquétől 63 km-rel délre fekvő Punta Chueca. Bár az új hit segítségével sikerült visszaszorítani a kábítószert és az alkoholt, egyúttal az ősi szertartásokat is betiltották, igaz, később ez a szigor enyhült, és ma a szerik többsége egyszerre gyakorolja a protestáns hitet és tartja meg saját kultúrájából eredő, „pogány” szertartásait.

### Új életforma a 20. század végétől
Az 1950-es éveket követően a megerősödő verseny és a túlhalászat miatti halmennyiség-csökkenés következtében a szerik egyre fontosabbnak látták, hogy halászati területük jogi védelméért is harcoljanak. Erőfeszítéseik eredményeképpen 1963. február 10-én megjelent az az elnöki rendelet, amely egy 913,22 km²-es partmenti sávot juttatott eijdoként (közösségi tulajdonba) a szeriknek, a Tiburón-szigetet pedig vadvédelmi területté nyilvánította. Ez azonban azt is jelentette, hogy a szigeten ezentúl tilos volt állandó életet élni, így a szerik lassan elkezdtek elköltözni onnan. Ez a folyamat az 1970-es évek végére fejeződött be, és az is közrejátszott benne, hogy életük egyébként is annyira függővé vált már a halkereskedelemtől, hogy a szárazföldön sokkal könnyebben meg tudtak élni.
Ezekben az időkben jelent meg újabb jelentős bevételi forrásukként az addig jobbára öncélúan folytatott kézművesség. Bár a fafaragásnak is voltak ősi szeri hagyományai, a kosárkészítésből pedig már közel egy évszázada húztak hasznot, mindkét tevékenység ezekben az időkben kapott új lendületet a külföldi, jól fizető turisták számának emelkedésével. Hagyományos termékeik piacra kerülése azonban hatással volt azok méretére és stílusára is, így például a vásárlók igényeinek megfelelően ezekben az évtizedekben újonnan jelentek meg a sivatagi és tengeri élőlényeket ábrázoló fafaragások és egyre nagyobb méretű kosarak is kezdtek készülni.
1975-ben újabb rendelet jelent meg, amellyel a Tiburón-sziget 1207,56 km²-es területét is a szerik ejidójához csatolták, a szigetet a szárazföldtől elválasztó Infiernillo-szoros partjait pedig kizárólagos szeri halászerületté nyilvánították. Fel is állt egy szövetségi hivatalközi bizottság, amelynek feladata lett volna, hogy pontosan meghatározza mind ezen terület határait, mind a területen belül érvényesülő jogokat, ám ez a bizottság feloszlott, mielőtt a munka elkészült volna, állandó vitákat, sőt, háborúskodást szítva ezzel a szerik és az ugyanott halászni kívánó mesztic lakosság között. A halászterület védelmére a szeri kormányzatot vezető Genaro Herrera az 1980-as években egy védelmi gárdát hívott életre, amelynek (az utóbbi időkben már fegyverrel is felszerelt) tagjai ha idegen halászokat érnek tetten, megpróbálják elkobozni zsákmányuk egy részét. Az ilyen esetekben támadó viták időnként lövöldözéssé fajulnak, és arra is volt már példa, hogy a Mexikói Haditengerészetnek kellett közbeavatkoznia.
Az 1970-es években működő Echeverría-kormány a szerik településépítésébe is beleavatkozott: a falvakat derékszögű utcahálózattal újraterveztette, a házakat új típusú építőanyagból építtette fel, amely azonban sokszor nem nyerte el a lakosság tetszését, és azt az ősi szokásukat is lehetetlenné tette, hogy halottaik házát elégessék. Volt példa arra is, hogy a szerik részben feltöltötték homokkal az új házakat, hogy azok számukra kényelmesebbek legyenek, de ma is gyakori, hogy a házak helyett az udvarukban saját maguk által felállított kunyhószerűségekben laknak. Az 1970-es évektől 2004-ig Punta Chueca vízellátását egy Bahía Kinóból rendszeresen oda járó tartálykocsival oldották meg. Desemboquébe 2004-ben vezették be az áramszolgáltatást.